# Alexander Cepeda
Alexander Jefferson Cepeda Ortiz (Playón de San Francisco, Sucumbíos, 16 de junho de 1998), é um ciclista profissional equatoriano de rota. Actualmente corre para a equipa italiano de categoria UCI ProTeam o Androni Giocattoli-Sidermec.
Alexander é primo do também ciclista Jefferson Cepeda.

## Palmarés
2017
- - 1 etapa da Volta a Nariño
  - Clássica Hector Chiles
  - 2.º no Campeonato do Equador Contrarrelógio sub-23

2018
- - Campeonato do Equador Contrarrelógio sub-23 
  - 3.º no Campeonato do Equador em Estrada sub-23

2019
- - 2 etapas da Volta a Mendoza, Argentina
  - 1 etapa da Clássica de Anapoima
  - 1 etapa da Volta a Antioquia
  - Clássica Richard Carapaz
  - Clássica de Marinilla
  - 1 etapa do Tour de l'Avenir de 2019
  - 1 etapa do Clássico RCN
  - 2.º no Campeonato do Equador em Estrada 
  - 3.º no Campeonato do Equador Contrarrelógio 
  - 3.º no Campeonato Pan-Americano em Estrada sub-23

## Equipas
- Team Equador (2017-2018)
- Coragem Carchense (2019)
- Avinal-GW-O Carmen de Viboral (2019)
- Androni Giocattoli-Sidermec (2020-)